# Гуревич, Александр Викторович
Алекса́ндр Ви́кторович Гуре́вич (19 сентября 1930 — 21 июля 2023) — советский и российский физик-теоретик. Академик РАН с 22 мая 2003 года, член-корреспондент АН СССР (1984). Профессор. Сотрудник отделения теоретической физики ФИАН.
Изучал нелинейные явления в плазме, гидродинамике, радиофизике и астрофизике. Имеет порядка 6000 цитирований на свои работы с 1975 года и индекс Хирша в районе 34.

## Биография
Родился 19 сентября 1930 года в Москве в еврейской семье: известного математика Виктора Борисовича Гуревича (1894, Гомель). Мать, Гуревич Софья Абрамовна, врач. Дядя, Гуревич Григорий Борисович (1898, Горки) — профессор математики, внес вклад в проективную геометрию.
В 1947 году экстерном сдал школьные экзамены и поступил на физический факультет МГУ. В университете работал над квантовой теорией поля под руководством Дмитрия Блохинцева. Окончил университет в 1953 году. После окончания начал работать с Виталием Гинзбургом над теорией сверхпроводимости. Уже на следующий год перешёл к Якову Альперту, где начал работать над нелинейными явлениями в ионосфере. В дальнейшем занимался задачами кинетики плазмы, нелинейной динамики бесстолкновительной плазмы, нелинейных волн в гидродинамике, искусственного ионизированного слоя в атмосфере, электродинамики магнитосферы нейтронных звёзд, нелинейной динамики тёмной материи.
В 2003 году был избран действительным членом Российской академии наук. Умер 21 июля 2023 года.

## Научные достижения
В 1991 году предсказал явление пробоя на убегающих электронах, опубликованное в 1992 году. В работе было показано, что это явление должно сопровождаться генерацией всплесков гамма-излучения. В 1994 году такие всплески были обнаружены спутником «Комптон». Они были отождествлены с генерацией молний на Земле и объяснились теорией Гуревича.

## Награды
- Премия имени Л. Д. Ландау, АН СССР (1980)
- Премия имени Эплтона, Лондонское королевское общество (1995)[источник не указан 719 дней]
- Премия имени Л. И. Мандельштама, РАН (1994)[4]
- Премия имени А. А. Фридмана, РАН (2005)